# Phalaenophana
Phalaenophana là một chi bướm đêm thuộc họ Erebidae.

## Các loài
- Phalaenophana eudorealis (Guenée, 1854)
- Phalaenophana extremalis Barnes & McDunnough, 1912
- Phalaenophana pyramusalis Walker, 1859

There are two undescribed species từ Costa Rica